# مورن فندیو
مورن فندیو (به لاتین: Morne Fendue) یک منطقهٔ مسکونی در گرنادا است که در Saint Patrick Parish, Grenada واقع شده‌است. مورن فندیو ۷۷ متر بالاتر از سطح دریا واقع شده‌است.